# Idanthyrsus macropalea
Idanthyrsus macropalea är en ringmaskart som först beskrevs av Schmarda 1861.  Idanthyrsus macropalea ingår i släktet Idanthyrsus och familjen Sabellariidae. Inga underarter finns listade i Catalogue of Life.